# Cannizzaro (cràter)
Cannizzaro és un cràter d'impacte que es troba a la cara oculta de la Lluna, just en el límit de l'extrem nord-oest de la zona visible des de la Terra, en una zona de la superfície que de vegades es fa visible a causa dels efectes de la libració, per la qual cosa no apareix amb massa detall. El cràter està situat travessant la vora sud-oest de la plana emmurallada del cràter Poczobutt.

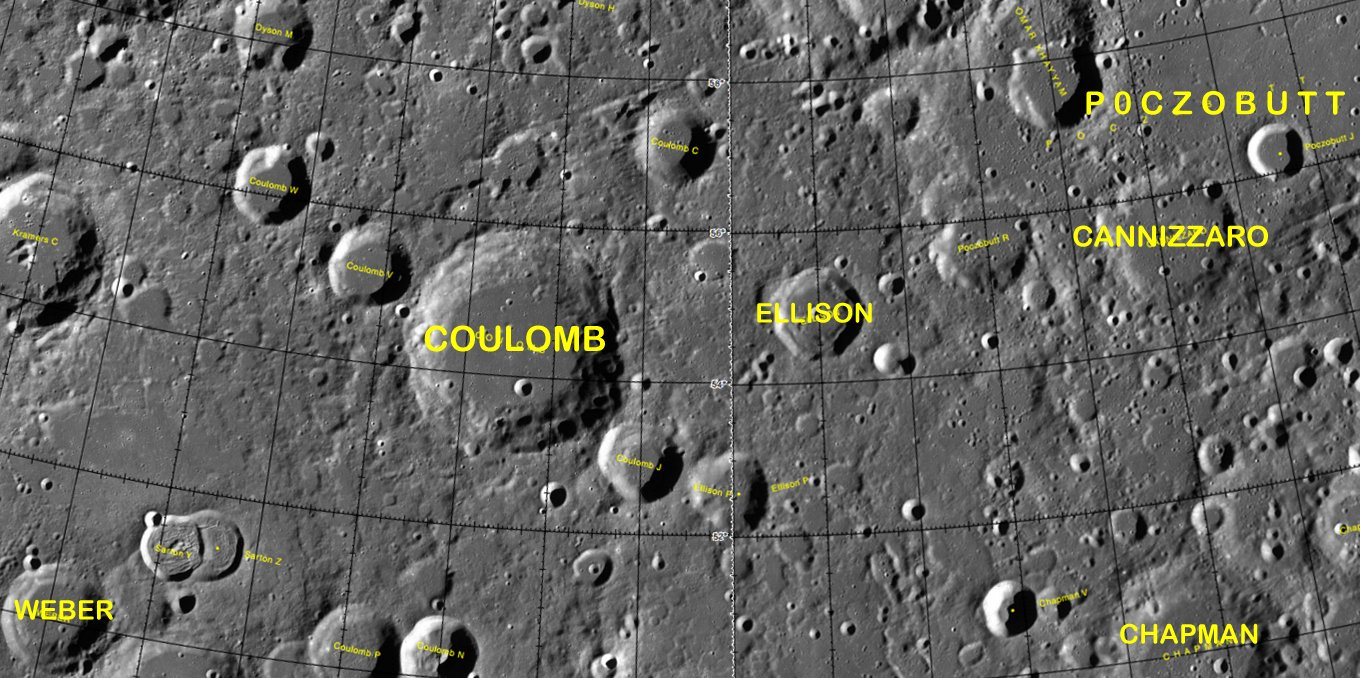
Localització de Cannizzaro (a la dreta del centre de la imatge)

És un cràter amb una vora desgastada que ha estat erosionada per impactes posteriors. Diversos d'aquests impactes formen profundes incisions a la vora de Cannizzaro, formant osques de diversos quilòmetres de diàmetre. El més destacat d'aquests impactes és un petit cràter relativament recent que travessa el contorn al costat nord-est. El sòl interior és gairebé pla, amb una petita cresta central lleugerament desplaçada del punt mig. També hi ha nombrosos petits cràters per tot l'interior.